# Potovanje v tisočera mesta
Potovanje v tisočera mesta je mladinsko delo Vitomila Zupana.

## Vsebina
Besedilo govori o dogodivščinah dečka Teka, ki ga Zlomek odnese v neki onstranski svet, ker ga je mati uklela. Pisatelj govori o toplem in nadvse človeškim čustvu in navdihnjenosti dečka Teka.  S svojo zgodbo izbriše dolgočasje nespremenljive večnosti potopljenega drugega sveta in ga izroči spet življenju, s tem pa tudi minljivosti – odrešujoči smrti, naši sladkogrenki človeški dvojnosti in razklanosti.
Pisatelj opominja, da je življenjska modrost nad knjižno modrostjo in knjiga je slastno jabolko sveta, ki je sladkogrenko jabolko ljubezni šele, ko je modrejša od same sebe. Modrejši od samega sebe pa postaneš, ko spoznaš, da z golo učenostjo ne moreš do zadnjih skrivnosti življenja.